# NBA All-Star Weekend 1984
L'NBA All-Star Weekend 1984, svoltosi a Denver, vide per la prima volta l'introduzione di spettacoli di contorno alla "Gara delle stelle", spettacoli svoltisi il sabato precedente la gara: il Legends Classic e l'NBA Slam Dunk Contest.
La partita vide la vittoria finale della Eastern Conference sulla Western Conference per 154 a 145 dopo i tempi supplementari.
Isiah Thomas, dei Detroit Pistons, fu nominato MVP della partita. Larry Nance, dei Phoenix Suns, si aggiudicò l'NBA Slam Dunk Contest.

## Sabato

### Legend Classic
| 28 gennaio 1984 | Ovest | 64 – 63 | Est |  |

### Slam Dunk Contest
| Giocatore                    | Primo turno    | Semifinali     | Finale         |
| ---------------------------- | -------------- | -------------- | -------------- |
| Larry Nance (Phoenix)        | 134 (44+44+46) | 140 (49+48+43) | 134 (48+39+47) |
| Julius Erving (Philadelphia) | 134 (39+47+48) | 140 (44+49+47) | 132 (47+25+50) |
| Dominique Wilkins (Atlanta)  | 135 (47+39+49) | 137 (48+48+41) |                |
| Darrell Griffith (Utah)      | 121 (39+40+42) | 108 (42+42+24) |                |
| Edgar Jones (San Antonio)    | 118 (32+43+43) |                |                |
| Ralph Sampson (Houston)      | 118 (37+40+41) |                |                |
| Orlando Woolridge (Chicago)  | 116 (23+45+48) |                |                |
| Clyde Drexler (Portland)     | 108 (40+24+44) |                |                |
| Michael Cooper (L.A. Lakers) | 108 (40+24+44) |                |                |

## Domenica

### All-Star Game - Squadre

#### Western Conference
| Western Conference  |                        |     |     |     |     |     |     |     |     |
| Giocatore           | Squadra                | MIN | FGM | FGA | FTM | FTA | RIM | AST | PT  |
| Alex English        | Denver Nuggets         | 19  | 6   | 8   | 1   | 1   | 0   | 2   | 13  |
| Adrian Dantley      | Utah Jazz              | 18  | 1   | 8   | 0   | 0   | 2   | 1   | 2   |
| Kareem Abdul-Jabbar | Los Angeles Lakers     | 37  | 11  | 19  | 3   | 4   | 13  | 2   | 25  |
| Magic Johnson       | Los Angeles Lakers     | 37  | 6   | 13  | 2   | 2   | 9   | 22  | 15  |
| George Gervin       | San Antonio Spurs      | 21  | 5   | 6   | 3   | 3   | 2   | 1   | 13  |
| Kiki Vandeweghe     | Denver Nuggets         | 26  | 7   | 13  | 0   | 0   | 3   | 1   | 14  |
| Jack Sikma          | Seattle SuperSonics    | 30  | 5   | 12  | 5   | 6   | 12  | 1   | 15  |
| Ralph Sampson       | Houston Rockets        | 16  | 4   | 7   | 1   | 2   | 5   | 0   | 9   |
| Walter Davis        | Phoenix Suns           | 15  | 5   | 9   | 0   | 0   | 1   | 1   | 10  |
| Rickey Green        | Utah Jazz              | 19  | 3   | 8   | 0   | 0   | 0   | 11  | 6   |
| Mark Aguirre        | Dallas Mavericks       | 13  | 5   | 8   | 3   | 4   | 1   | 2   | 13  |
| Jim Paxson          | Portland Trail Blazers | 14  | 5   | 9   | 0   | 0   | 3   | 2   | 10  |
| Totale              |                        | 265 | 63  | 120 | 18  | 22  | 52  | 46  | 145 |
| All. Frank Layden   | Utah Jazz              |     |     |     |     |     |     |     |     |

MIN: minuti. FGM: tiri dal campo riusciti. FGA: tiri dal campo tentati. FTM: tiri liberi riusciti. FTA: tiri liberi tentati. RIM: rimbalzi. AST: assist. PT: punti

#### Eastern Conference
| Eastern Conference |                    |     |     |     |     |     |     |     |     |
| Giocatore          | Squadra            | MIN | FGM | FGA | FTM | FTA | RIM | AST | PT  |
| Julius Erving      | Philadelphia 76ers | 36  | 14  | 22  | 6   | 8   | 8   | 5   | 34  |
| Larry Bird         | Boston Celtics     | 33  | 6   | 18  | 4   | 4   | 7   | 3   | 16  |
| Robert Parish      | Boston Celtics     | 28  | 5   | 11  | 2   | 4   | 15  | 2   | 12  |
| Sidney Moncrief    | Milwaukee Bucks    | 26  | 3   | 6   | 2   | 2   | 5   | 2   | 8   |
| Isiah Thomas       | Detroit Pistons    | 39  | 9   | 17  | 3   | 3   | 5   | 15  | 21  |
| Andrew Toney       | Philadelphia 76ers | 22  | 6   | 11  | 1   | 1   | 0   | 3   | 13  |
| Jeff Ruland        | Washington Bullets | 13  | 2   | 3   | 2   | 2   | 4   | 2   | 6   |
| Bernard King       | New York Knicks    | 22  | 8   | 13  | 2   | 5   | 3   | 4   | 18  |
| Otis Birdsong      | New Jersey Nets    | 12  | 1   | 5   | 0   | 0   | 3   | 1   | 2   |
| Kevin McHale       | Boston Celtics     | 11  | 3   | 7   | 4   | 6   | 5   | 0   | 10  |
| Bill Laimbeer      | Detroit Pistons    | 17  | 6   | 8   | 1   | 1   | 5   | 0   | 13  |
| Kelly Tripucka     | Detroit Pistons    | 6   | 0   | 0   | 1   | 2   | 0   | 2   | 1   |
| Totale             |                    | 265 | 63  | 121 | 28  | 38  | 60  | 39  | 154 |
| All. K.C. Jones    | Boston Celtics     |     |     |     |     |     |     |     |     |

MIN: minuti. FGM: tiri dal campo riusciti. FGA: tiri dal campo tentati. FTM: tiri liberi riusciti. FTA: tiri liberi tentati. RIM: rimbalzi. AST: assist. PT: punti